# Châtrices
Châtrices ist eine französische Gemeinde mit 36 Einwohnern (Stand 1. Januar 2022) im Département Marne in der Region Grand Est. Sie gehört zum Arrondissement Châlons-en-Champagne und zum Kanton Argonne Suippe et Vesle. 

## Geografie
Die Gemeinde liegt in einer Flussschleife der Aisne am Südwestrand der Argonnen. Sie ist umgeben von folgenden Nachbargemeinden:
| Verrières        | Sainte-Menehould                            | Futeau               |
| Élise-Daucourt   | Kompassrose, die auf Nachbargemeinden zeigt | Beaulieu-en-Argonne  |
| Braux-Saint-Remy | Villers-en-Argonne                          | Passavant-en-Argonne |

## Bevölkerungsentwicklung

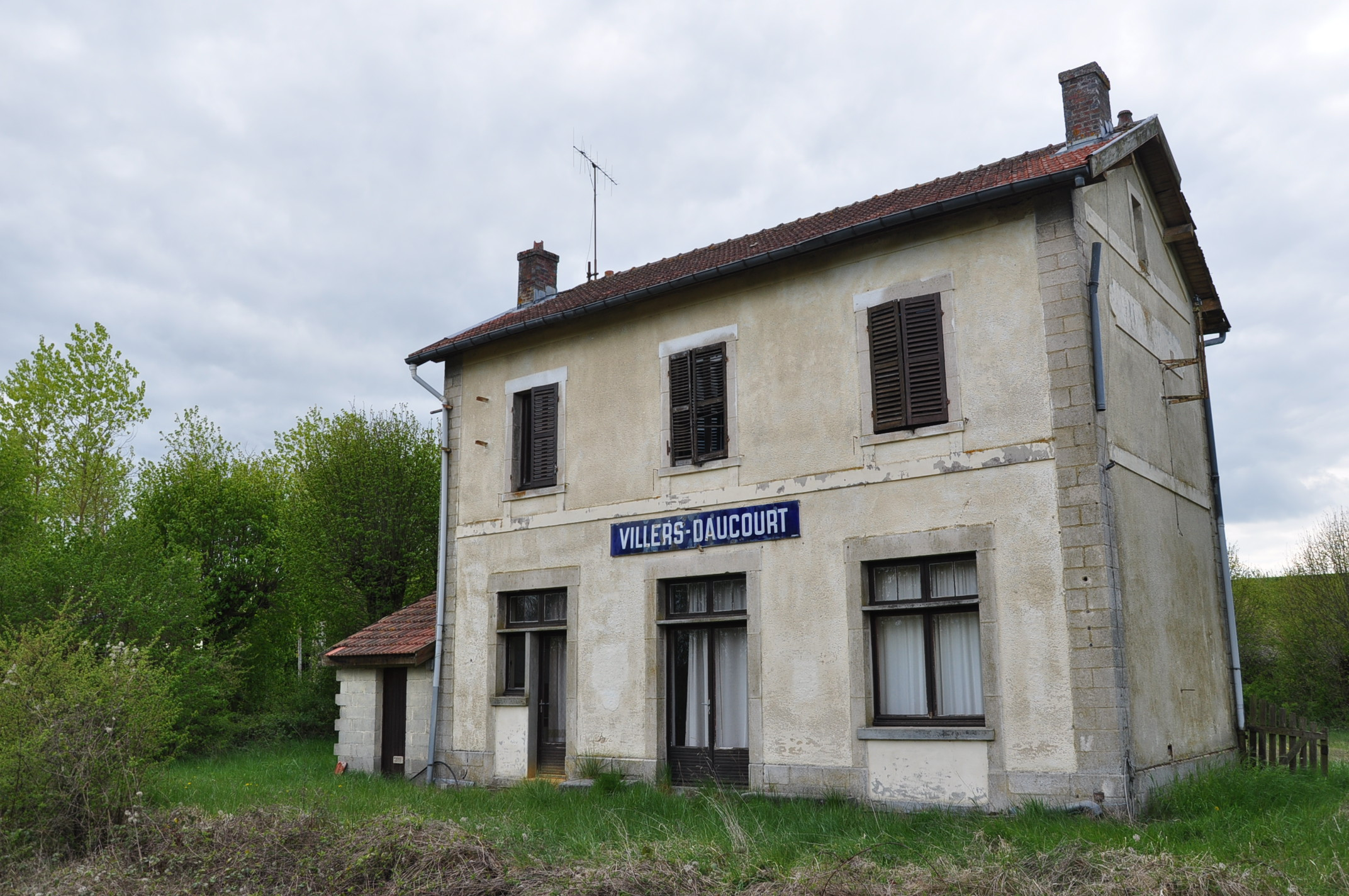
Ehemaliger Bahnhof Villers-en-Argonne–Châtrices

| Jahr                       | 1962 | 1968 | 1975 | 1982 | 1990 | 1999 | 2008 | 2018 |
| -------------------------- | ---- | ---- | ---- | ---- | ---- | ---- | ---- | ---- |
| Einwohner                  | 113  | 78   | 60   | 60   | 50   | 39   | 34   | 34   |
| Quellen: Cassini und INSEE |      |      |      |      |      |      |      |      |